# Lądowisko Biała Podlaska
Lądowisko Biała Podlaska (kod IATA: BXP, kod ICAO: EPBP) – byłe lądowisko w południowej części Białej Podlaskiej, położone w województwie lubelskim.
Lądowisko powstało w 2011 na lotnisku powojskowym. Figurowało w ewidencji lądowisk Urzędu Lotnictwa Cywilnego, dysponowało asfaltową drogą startową o długości 2300 m. 10 stycznia 2020 zostało skreślone z ewidencji.

## Próby reaktywacji
W końcu lat 90. planowano je przekształcić w port lotniczy pasażerski i towarowy. Nadzieje na ożywiony ruch wiąże się z pobliskim przejściem granicznym w Terespolu i pasażerami z terenów Białorusi. Według opinii ekonomistów transportu z Instytutu Liberalnego, ożywienie tego portu dla potrzeb ruchu pasażerskiego jest ważne dla rozwoju gospodarczego tej części Polski.
Władze Białej Podlaskiej dość długo wiązały przyszłość lotniska z dużą inwestycją obiecywaną przez tureckiego biznesmena Vahap Toya i jego spółki Port Cargo. Według kolejnego planu zagospodarowania portowi lotniczemu nie miały towarzyszyć już elementy infrastruktury, czyli np. obiekty rekreacyjne i sportowe, które planowano poprzednio podczas kontrowersyjnej (zakładano wycięcie pobliskiego lasu) i nieudanej inwestycji z Vahapem Toyem. Następnie władze deklarowały chęć pozyskania inwestorów i przewoźników, a reaktywacją lotniska zajmowała się spółka Port Lotniczy Biała Podlaska. Zaletą portu w Białej Podlaskiej była bogata infrastruktura. Istniały tu dwa utwardzone pasy startowe: główny o długości 3300 metrów i rezerwowy, krótszy o ponad kilometr.
31 marca 2010 roku został rozstrzygnięty przetarg na dzierżawę 327 ha dawnego lotniska wojskowego. Wygrał jedyny startujący w przetargu oferent – spółka Cargo Hub Warszawa Biała (później Biała Airport Sp. z o.o.). Firma miała w planach wykorzystać część dzierżawionego lotniska jako lądowisko dla małych prywatnych samolotów tzw. general aviation. Później, po przebudowaniu pasów startowych i zbudowaniu nowych obiektów, docelowo na bialskim lotnisku miałyby być przyjmowane Boeingi 747. Firma zaoferowała czynsz dzierżawny w wysokości 33 tys. zł miesięcznie (plus 22-procentowy VAT). Obiecała też w przyszłości przeznaczać około 0,5 procenta przychodów na działalność m.in. lotnictwa sportowego. 23 kwietnia 2010 Biała Airport objęła dzierżawę.
Biała Airport planowała otworzyć aeroklub. Już w kwietniu 2010 podjęte zostały badania pasa startowego i płyt postojowych, ruszyły prace projektowe oraz remontowe. Na wiosnę 2011 rozpoczęły się prace związane z odbudową lotniska dla samolotów ciężkich. Lotnisko miało posiadać pełne wymiary geometryczne. W 2011 firma uzyskała wpis w rejestrze lądowisk.
Dzierżawca planował do 30 listopada 2012 r. założyć i uruchomić lotnisko cywilne. Inwestycja miała kosztować między 120 a 140 mln złotych. Jak zapewniały władze spółki – miały zdolność do zorganizowania potrzebnych środków. Cargo Hub od momentu wejścia na teren lotniska przejął jego utrzymanie, ochronę i koszty eksploatacyjne. Miały pomagać mu w tym inni zainteresowani działalnością na lotnisku – wstępnie miały być to przynajmniej dwa podmioty: Stowarzyszenie Przewoźników Polskich (chce zbudować na jednej z części autodrom) i Aeroklub Modliński (jego filia miałaby powstać na kolejnej działce położonej w pobliżu lotniska).
28 marca 2013 prezydent miasta Andrzej Czapski wypowiedział spółce umowę dzierżawy lotniska spółce Biała Airport. Przyczyną rozwiązania umowy było niewywiązanie się z warunków umowy oraz zadłużenie spółki z tytułu podatku od nieruchomości. Zarząd nad obiektem przejął bialski Zakład Gospodarki Lokalowej.
W lipcu 2015 zawarto umowę z BB Aero – ośrodkiem szkoleń szybowcowych z Rybnika, które miało wykorzystywać lotnisko w celach treningowych (szybowce i samoloty ultralekkie).
1 września 2015 r. decyzją prezydenta Białej Podlaskiej lotnisko przeszło pod pieczę Referatu Nadzoru Właścicielskiego Urzędu Miasta.

## Dane techniczne
Lotnisko w Białej Podlaskiej było wyposażone w trzy drogi startowe, jedne z najdłuższych w Polsce z możliwością pełnej eksploatacji:
- pas główny 3300 × 60 m
- pas rezerwowy 2260 × 30 m
- pasy lądowania, kołowania i strefy postojowe
- pełna całodobowa ochrona
- obszar o powierzchni ponad 70 ha przeznaczony do rozwoju zaplecza usług pasażerskich i transportowych z niezależnym dostępem
- podziemne zbiorniki do przechowywania ponad 5 mln litrów paliwa
- osobna bocznica kolejowa zapewniająca bezpośredni dostęp do granicy

## Zakończenie działalności
W roku 2020 teren lotniska przejęło Ministerstwo Obrony Narodowej; ma to być miejsce stacjonowania jednego z batalionów 18 Dywizji Zmechanizowanej, dywizjonu przeciwlotniczego, kompanii rozpoznawczej i saperów oraz batalionu transportowego. Modernizacja pierwszego budynku sztabowego ma się zakończyć jesienią 2021 r.. Hangar, w którym dotychczas stacjonowały samoloty, ma być rozebrany. Usunięto stacjonujące w nim maszyny, m.in. jedyny w Polsce latający egzemplarz samolotu Lim-2 (MiG-15). W dawnej wieży kontroli lotów bialski oddział Stowarzyszenia Seniorów Lotnictwa Wojskowego RP zgromadził wiele pamiątek związanych z lotniczymi tradycjami w Białej Podlaskiej – mają zostać przekazane do nowo organizowanego muzeum.
10 stycznia 2020 lądowisko zostało usunięte z ewidencji Prezesa Urzędu Lotnictwa Cywilnego. W lutym 2020 roku zawarto umowę pomiędzy miastem a Skarbem Państwa, na mocy której odwołano darowiznę z 2009 r., na mocy której właścicielem nieruchomości stało się wtedy miasto.